# Калинина, Людмила Викторовна
Людми́ла Ви́кторовна Кали́нина (24 августа 1972, г. Куйбышев, Самарская область) — российский филолог, представитель научной школы системно-функциональной и когнитивной лингвистики, доктор филологических наук (2010), профессор кафедры русского языка, культуры речи и методики обучения Вятского государственного университета.

## Биография
Родилась в городе Куйбышев (ныне — г. Самара, Самарская область) в семье лингвистов Виктора Ивановича и Светланы Владимировны Черновых, преподавателей Куйбышевского государственного университета. В апреле 1981 года семья переехала в Киров, родители стали преподавать в Кировском государственном педагогическом институте им. В. И. Ленина(КГПИ). Весь образ жизни семьи был связан с наукой: В. И. Чернов, будучи на момент рождения дочери кандидатом наук, в 1986 году защитил докторскую диссертацию; С. В. Чернова стала кандидатом наук в 1982 году, доктором — в 1997. В доме была богатая лингвистическая библиотека, в гостях бывали известные учёные-лингвисты. С 1989 по 1994 год училась на факультете русского языка и литературы Кировского государственного педагогического института им. В. И. Ленина. Итогом обучения стал диплом с отличием по специальности «Русский язык и литература» с присвоением квалификации «Учитель русского языка и литературы». В 1999 году в Нижегородском государственном университете им. Н. И. Лобачевского защитила кандидатскую диссертацию на тему «Семантика и функционирование абстрактных существительных в форме множественного числа в современном русском языке» (научным руководителем был В. И. Чернов, после его смерти в 1998 году — С. В. Чернова). В этом же году начала преподавать в Вятском государственном педагогическом университете (ВГПУ). В 2001 году была назначена на должность доцента кафедры русского языка и методики его преподавания ВГПУ (в последующем ВятГГУ и ВятГУ). В 2009 в Вятском государственном гуманитарном университете защитила докторскую диссертацию на тему «Лексико-грамматические разряды имён существительных как пересекающиеся классы слов (когнитивно-семасиологический анализ)».
С 2011 года работает в должности профессора кафедры русского языка ВятГГУ. С момента объединения ВятГГУ и ВятГУ в 2016 году — профессор кафедры русского языка, культуры речи и методики обучения Вятского государственного университета.

## Научная деятельность
Область научных интересов связана с изучением семантики и функционирования языковых единиц в разных типах речи. Кандидатская и докторская диссертации, выполненные на материале современного русского языка, посвящены переходным явлениям в сфере лексико-грамматических имён существительных. В кандидатской диссертации объектом характеристики выступают абстрактные существительные в форме множественного числа, объясняются причины плюрального употребления абстрактных существительных. В докторской диссертации объектом исследования стали уже четыре разряда существительных — конкретные, вещественные, собирательные и абстрактные — в аспекте их семантического и грамматического взаимодействия. Автор с когнитивной точки зрения определяет роль каждого из разрядов в языковом отражении действительности и объясняет механизмы возникновения переходных, нестандартных лексико-грамматических форм. Интерес к переходным, пограничным семантическим явлениям получает своё дальнейшее развитие в обращении Л. В. Калининой к семантике неуловимого. Под неуловимым Л. В. Калинина понимает «случаи невозможной, затруднительной или пограничной категоризации, когда объект или явление воспринимаются субъектом, осознаются им как существующие во внешнем или внутреннем мире, но при этом не могут быть с определённостью отнесены к той или иной категории по причине либо своей слабой проявленности, либо сложности устройства, либо быстроте происходящих с ними изменений». Другими постоянными объектами исследовательского интереса Л. В. Калининой являются язык художественной литературы, языковые средства создания образа, активные процессы в современном русском языке, язык Интернета и социальных сетей.
С 2012 года осуществляет научное руководство аспирантами. К настоящему времени подготовлено 6 кандидатов наук, в том числе учёные степени получили два китайских аспиранта. Защиты аспирантов проходили в диссертационных советах Кирова (ВятГГУ), Нижнего Новгорода (ННГУ им. Н. И. Лобачевского), Перми (ПГНИУ). Проблематика работ аспирантов связана с изучением языка брачных объявлений (У. А. Рысева, 2015), специфики общения в социальных сетях (А. А. Матусевич, 2017), средств представления невербальной коммуникации в художественном произведении (Жэнь Фэй, 2017), лексики чувственного восприятия в художественном тексте (Тун Хуэй, 2017), средств выражения семантики ожидания (Ф. А. Чебышев, 2017), средств выражения семантики типичности (М. А. Трушков, 2018). Все работы выполнены на материале русского языка.

## Научные достижения
Участвовала в реализации нескольких российских, региональных и университетских грантовых исследований, в числе которых: «Интерпретация образа человека. Образ публичных людей г. Кирова» (при поддержке гранта РГНФ) (2012 г.); «Образ человека рубежа XX—XXI веков в зеркале языковых и социальных процессов» (при поддержке гранта ВятГГУ), (2013 г.); «Собирательный образ вятского студенчества» (при поддержке гранта РГНФ и Правительства Кировской области), (2015 г.); «Современные технологии обучения русскому языку как иностранному» (при поддержке Российской Федерации в лице Минобрнауки, грант федеральной целевой программы «Русский язык» на 2016—2020 годы), (2017 г.); «Научно-методическое, методическое и кадровое обеспечение обучения русскому языку и языкам народов Российской Федерации» подпрограммы «Совершенствование управления системой образования» (при поддержке Российской Федерации в лице Министерства просвещения, грант государственной программы Российской Федерации «Развитие образования»), (2020 г.)
Автор более 150 научных работ, в том числе двух авторских и трёх коллективных монографий, а также двух учебных пособий.

## Избранные публикации
- Калинина Л. В. Лексико-грамматические разряды имён существительных как пересекающиеся классы слов (когнитивно-семасиологический анализ) (монография) Киров: Изд-во ВятГГУ, 2009. — 225 с. — ISBN 978-5-93825-671-2
- Калинина Л. В. Образ человека рубежа XX—XXI веков в зеркале языковых и социальных процессов: монография. Киров: Изд-во ООО «Радуга-ПРЕСС», 2013. — 190 с. — ISBN 978-5-906013-30-9
- Авторский коллектив: Калинина Л. В., Чернова С. В., Наумова Н. Г., Скачков Н. А., Иванова Г. А., Мерзлова Е. А., Петрусь Т. В., Федянина О. Н., Сметанина З. В., Павлович Б. Д., Димова Ю. В., Русских Е. Н. Интерпретация образа человека. Опыт лингвистического описания собирательного образа горожанина (образ жителей г. Кирова) / науч. ред. Л. В. Калинина, С. В. Чернова. Киров: Изд-во ВятГГУ, 2011.—152 с. — ISSN: 2411—2070
- Чернова С. В., Калинина Л. В., Наумова Н. Г., Петрусь Т. В. Интерпретация образа человека. Образ публичных людей г. Кирова. Монография /науч. ред. С. В. Чернова. Киров 2012. — 275 с. — ISSN: 1997-4280
- Авторский коллектив: Чернова С. В., Калинина Л. В., Наумова Н. Г., Петрусь Т. В., Федянина О. Н., Степанова А. Д., Трушков М. А., Сычугова А. С. Собирательный образ вятского студенчества. Ч.1. / [науч. ред. С. В. Чернова]. — Киров: Изд-во ООО «Радуга-Пресс», 2015. — 237 с. — ISBN 978-5-906544-00-1
- Калинина Л. В. Категория числа и категория количества: общее и различное. Пособие по спецкурсу для студентов филологического факультета. Киров, 2006. — 68 с. — ISBN 5-93825-275-X
- Калинина Л. В. Язык современных средств массовой коммуникации: учебное пособие для магистров филологического факультета по направлению подготовки «Педагогическое образование», направленность «Языковое образование». — Киров: Изд-во ООО «Радуга-ПРЕСС», 2015. — 124 с. — ISBN 978-5906544-73-5 : 500 экз.

### Идентификаторы учёного и ссылки на профили в базах данных
- AuthorID (Scopus): 57195804702
- ORCID: 0000-0003-2271-3995
- AuthorID (РИНЦ): 728195

## Общественная деятельность
- Заместитель главного редактора научного журнала «Вестник Вятского государственного университета»[9] (2015—2017 гг.).
- Заместитель главного редактора научного журнала «Вестник гуманитарного образования»[10] (с 2018 г.).
- Ответственный редактор ежегодного межвузовского сборника научных трудов «Семантика. Функционирование. Текст»[11] (с 2016 г.).
- Член жюри регионального этапа Всероссийской олимпиады школьников по русскому языку. (с 2009 г.) Ежегодно проводит занятия по подготовке школьников к участию в олимпиадах по русскому языку на базе «Центра дополнительного образования одарённых школьников» (ЦДООШ) г. Кирова
- В Институте развития образования Кировской области читает лекции на курсах повышения квалификации для учителей города и области (с 2004 г.).
- Периодически выступает в кировских СМИ с комментариями о современном состоянии языка, читает публичные лекции в рамках совместного проекта ВятГУ и Кировской областной библиотеки им. А. И. Герцена «Беседы о русской словесности»[12].

## Награды
- Почётная грамота Вятского государственного гуманитарного университета (2009).
- Почётная грамота Правительства Кировской области (2011)